# Pommerieux

Pommerieux este o comună în departamentul Mayenne, Franța. În 2009 avea o populație de 682 de locuitori.